# Detropia
Pour plus de détails, voir Fiche technique et Distribution.
Detropia est un film documentaire américain réalisé par Rachel Grady (en) et Heidi Ewing et sorti le 9 septembre 2012. Le documentaire évoque le déclin économique, la dépopulation et la désertification  depuis les années 2000 de la ville de Détroit, symbole de l'industrie automobile et quatrième ville américaine la plus peuplée dans les années 1950.
Le film a été récompensé du Prix du meilleur montage documentaire au festival du film de Sundance de 2012, ainsi que du Grand prix du Jury au festival du cinéma indépendant de Boston la même année.

## Sujet
Detropia relate le déclin économique et la dépopulation accélérée qui touche la ville depuis une décennie. La principale ville du Michigan a perdu en dix ans un quart de sa population, passant du 10e au 18e rang du classement des villes les plus peuplées des États-Unis.
Le documentaire suit plus précisément le parcours de plusieurs habitants de Détroit qui ont fait le choix de rester, malgré la crise qui touche la ville. Les trois personnages centraux du documentaire sont Crystal Starr, activiste et vidéo-blogueuse afro-américaine de 28 ans,, George MacGregor, travailleur dans l'industrie automobile et leader syndical, et Tommy Stevens, ancien instituteur et tenancier du bar le Raven Lounge, seul commerce restant de son quartier.

## Réalisation

### Genèse
Detropia est le sixième documentaire des réalisatrices Rachel Grady (en) et Heidi Ewing. Elles sont notamment l'auteur de The Boys of Baraka, leur première collaboration en 2005, mais se sont surtout fait connaître pour leur documentaire Jesus Camp, sorti en 2006 et sélectionné pour la 79e cérémonie des Oscars en 2007, qui mettait en lumière les pratiques d'un camp d'été chrétien évangélique américain.
L'idée d'un documentaire sur le déclin de Détroit revient à Heidi Ewing, originaire de la ville et qui rendait régulièrement visite à ses amis et sa grand-mère qui y résidait. Elle vient de son constat, année après année, de la dégradation de la ville, et plus particulièrement d'une première tentative de tournage à Détroit, avec Rachel Grady, en octobre 2009. Le duo évoque aussi plusieurs articles du New York Times relatant un renouveau économique qui aurait touché la ville, et qui devait à l'origine être le thème central du film.
Les deux réalisatrices s'installent à Détroit à partir du mois de septembre de l'année 2010.

### Tournage
Detropia a été tourné au cours de l'année 2010 et 2011, période durant laquelle la ville était en proie à la suspension de certains de ses services municipaux, comme la fermeture de certaines lignes de bus ou l'arrêt de l'éclairage public de certains quartiers. C'est également durant cette période que le maire démocrate de la ville, l'ancien basketteur professionnel Dave Bing, soumet son plan de « redimensionnement » de la ville, invitant les résidents des zones de Détroit les plus désertiques à se reloger dans les zones peuplées et administrées par la municipalité.

## Sortie
Le film est officiellement sorti aux États-Unis le 9 septembre 2012, mais a été projeté pour la première fois lors du festival du film de Sundance le 21 janvier 2012. Les dates de sortie, par pays, sont :
- États-Unis : 9 septembre 2012

## Sélections et récompenses
Le film a été présenté et sélectionné lors des festivals suivant :
- Festival du film de Sundance 2012
  - Sélectionné pour le Grand Prix du Jury
  - Prix du meilleur montage documentaire
- Festival du cinéma indépendant de Boston 2012
  - Grand Prix du Jury
- Festival international canadien du documentaire Hot Docs 2012
  - Sélection officielle
- Festival international du film de Rio de Janeiro 2012
- Festival international du film des droits de l'homme de Paris 2012